# El plor de la Xina
El plor de la Xina (títol original:China Cry) és una pel·lícula biogràfica del Regne Unit de 1990 ambientada durant l'ascens del règim comunista a la Xina. La història està basada en el llibre de Nora Lam, i situada en la dècada del 1950, i tracta de la història de la vida de la missionera xinesa Sung Neng Yee. La pel·lícula va ser dirigida per James F. Collier. Ha estat doblada al català.

## Argument
Nascuda en una família de xinesos rics, Yee es presenta com la primera amb ganes de formar part de la "nova societat" de Mao Tse Tung. No obstant això, el règim maoista porta penúries i misèria a la seva família. En ser investigada sobre el seu passat, es descobreix que durant la seva infància havia assistit a una escola cristiana, per la qual cosa, és arrestada i interrogada per les autoritats. En una nit és a punt de ser afusellada, però salvada pel que ella creu que va ser una intervenció divina de Jesucrist. En els anys següents és portada a un camp de treballs forçats malgrat estar embarassada, i hi sobreviu per poder veure als seus fills i familiars en llibertat.

## Repartiment
- Julia Nickson-Soul: Sung Neng Yee
- France Nuyen: Frau Sung
- James Shigeta: Herr Dr. Sung
- Russell Wong: Lam Cheng Shen
- Philip Tan: Coronel Cheng
- Jak Castro: Guàrdia del camp de treball